# ニトロバクター属
ニトロバクター属は土壌や水中に生息する硝酸細菌の一種で、グラム陰性の非芽胞形成通性好気性桿菌。属名は硝酸(nitro)と桿菌(bacter)に因む。
GC比は59から62で亜硝酸を硝酸に酸化することができる。出芽により増殖し、単鞭毛を持ち運動する種もある。化学合成独立栄養生物であるが酢酸やピルビン酸を資化することが可能である。